# Бегунац (филм из 2001)
Бегунац (хинд. लज्जा) је индијски филм из 2001. године, снимљен у режији Раџкумар Сантоши.

## Улоге
| Глумац         | Улога     |
| -------------- | --------- |
| Маниша Којрала | Вајдехи   |
| Аџеј Девган    | Булва     |
| Мадури Диксит  | Џанки     |
| Анил Капур     | Раџу      |
| Џеки Шроф      | Рагувир   |
| Махима Чаудари | Маитили   |
| Река           | Рамдулари |
| Дени Дензонгпа | Гајендра  |
| Гулшан Гровер  | Вирендер  |
| Арти Чбрија    | Сусша     |
| Шарман Џоши    | Пракаш    |
| Џони Левер     | Факрудин  |
| Тину Ананд     | Пуршотам  |